# Soft and Hard
Pour plus de détails, voir Fiche technique et Distribution.
Soft and Hard, sous-titré Soft Talk On a Hard Subject Between Two Friends est un téléfilm documentaire franco-britannique réalisé par Jean-Luc Godard et Anne-Marie Miéville et sorti en 1985. Il dure 52 minutes et retransmet leurs conversations sur la réalisation de films et la télévision. Le film est une commande de la chaîne britannique Channel Four qui le diffusera le 12 août 1985.

## Synopsis
Soft and Hard met en lumière des questions relatives aux images et au langage, au cinéma et à la télévision, mais ne cherche pas nécessairement à y répondre. Soft and Hard est l'un des nombreux projets vidéo expérimentés par Godard à cette époque de sa carrière. Plusieurs scènes clés de Soft and Hard sont en corrélation directe avec les questions posées sur le rapport entre télévision et cinéma. La vidéo commence par l'apparition des mots Soft et Hard en texte sur l'écran. Godard et Miéville utilisent ensuite une voix hors champ qui les montre en train de parler tandis que des images aléatoires apparaissent à l'écran. Suit un plan au ralenti de Godard balançant une raquette de tennis.
Godard et Miéville procèdent à un entretien de type conversationnel qui ne résout jamais rien ni ne se fixe sur une idée précise concernant l'image, mais qui met en lumière des questions. L'entretien de style conversationnel entre Godard et Miéville comporte de nombreux éléments qui vont à l'encontre des techniques modernes d'interview à la télévision. L'éclairage de l'entretien est assuré par une seule lampe placée sur la table basse entre Godard et Miéville, une technique opposée à l'éclairage traditionnel de la télévision. La longue conversation entre Godard et Miéville est une prise extrêmement longue, sans contrechamp. Tout l'entretien est un plan croisé avec Godard de dos à la caméra, mais jamais l'angle inverse où le public pourrait voir son visage. Outre les interrogations sur le cinéma, l'entretien porte sur la manière d'exercer une activité professionnelle qui ne se distinguerait pas de la vie du couple, abolissant par là l'organisation d'une société qui a séparé travail et loisir.
Après l'entretien, la dernière scène est un plan d'une télévision. Alors que la caméra fait un lent zoom sur la télévision, on a l'impression que quelqu'un est en train de zapper. À la fin, la chaîne s'arrête sur un plan du film de Godard, Le Mépris. Il apparaît alors un cadreur qui fait un panoramique sur l'écran et s'arrête finalement comme s'il tirait sur le public. La caméra de Soft and Hard se dirige ensuite vers un mur vide où est projeté Le Mépris. Miéville marche devant le projecteur qui diffuse toujours Le Mépris, révélant son ombre. Godard la rejoint alors qu'ils tendent leurs bras en faisant des ombres. Soft and Hard se termine par le plan duMépris projeté sur le mur, tandis que Godard dit : « Où sont-ils passés, tous ces projets, tous ces projets de croissance, d'agrandissement des sujets ? ». S'ensuivent les lignes de Miéville : « C'est difficile à dire ». Puis, finalement, Godard dit « Hard to say ». L'écran se noircit et le générique commence à défiler.

## Fiche technique
Sauf indication contraire, les informations mentionnées dans cette section peuvent être confirmées par la base de données cinématographiques Unifrance,  présente dans la section « Liens externes ».
- Titre original : Soft and Hard: Soft Talk On a Hard Subject Between Two Friends
- Réalisation, montage et scénario : Jean-Luc Godard, Anne-Marie Miéville
- Photographie : Pierre Binggeli
- Production : Tony Kirkhope (en)
- Sociétés de production : Deptford Beach Productions, Channel Four Films, JLG Films
- Pays de production :  Royaume-Uni -  France
- Langue originale : français
- Format : Couleur - Son mono
- Durée : 55 minutes
- Genre : Documentaire
- Date de diffusion :
  - Royaume-Uni : 12 août 1985 (Channel 4)
  - France : 9 octobre 2020 (vidéo à la demande)